# Július Korostelev
Július Korostelev (n. 19 iunie 1923, Martin, Slovacia - d. 18 octombrie 2006, Torino) a fost un jucător și antrenor de fotbal din Cehoslovacia. Și-a început cariera la Turčiansky Svätý Martin, apoi a jucat în Italia. Retras în 1957 și-a început cariera ca antrenor și a antrenat între altele la Piacenza Calcio și Juventus Torino. Cu echipa națională a Cehoslovaciei a jucat împotriva Elveției, la 14 septembrie 1946, meci al cărui rezultat a fost 3–2.